# Tom Barrack
Thomas Joseph Barrack Jr., detto Tom (Culver City, 28 aprile 1947), è un imprenditore e ambasciatore statunitense, immobiliarista, investitore, fondatore e presidente esecutivo di una società di private equity, Colony Capital.  Barrack è stato un caro amico e alleato dell'ex presidente degli Stati Uniti Donald Trump e lo ha rappresentato in varie apparizioni televisive.  È stato consigliere senior della campagna presidenziale di Trump ed è stato presidente del suo Comitato inaugurale.. Il 20 luglio 2021, è stato incriminato e incarcerato per accuse di aver lavorato come agente degli Emirati Arabi Uniti, ostacolando la giustizia e mentendo all'FBI.

## Biografia
I nonni di Thomas Barrack Jr., (nato nel 1947)  e chiamato semplicemente Tom Barrack, erano cristiani libanesi emigrati nel 1900 negli Stati Uniti da Zahlé, Libano.  Barrack è cresciuto a Culver City, in California, dove suo padre era un droghiere e la madre segretaria.
Nel 1969, Barrack si laureò alla University of Southern California (USC), dove partecipò alla squadra di rugby.  Ha poi frequentato la USC Gould School of Law, dove è stato redattore del Southern California Law Review, prima di ricevere un juris doctor dalla University of San Diego School of Law nel 1972.

### Attività professionale
Il primo lavoro di Barrack fu presso lo studio legale di Herbert W. Kalmbach, l'avvocato personale del presidente Richard Nixon.  Nel 1972, fu mandato per conto di un grosso cliente dello studio in Arabia Saudita, dove divenne presto il partner di squash di un principe saudita. Ha poi lavorato nel regno saudita per la Fluor Corporation  e per principi sauditi. Poco dopo ha contribuito ad aprire relazioni diplomatiche tra Arabia Saudita e Haiti -  allora governata da Jean-Claude Duvalier - su richiesta dell'investitore Lonnie Dunn.
Nel 1982, Barrack fu vice sottosegretario del Dipartimento degli Interni degli Stati Uniti sotto James G. Watt nell'amministrazione Reagan. Agenti dei servizi segreti sarebbero saliti sui suoi cavalli nel ranch di Barrack quando il presidente Reagan si trovava nel vicino Rancho del Cielo. Il segretario Watt fece il suo annuncio di dimissioni nel ranch di Barrack il quale sostiene di essere rimasto disilluso dal servizio governativo dopo che gli era stato richiesto di testimoniare davanti a una commissione del Congresso a causa di un regalo che Barrack aveva fatto all'acquirente della casa di Edwin Meese.
Nel 1987, Barrack diventò uno dei principali esponenti del Robert M. Bass Group.  Nel 1985, si occupò per la prima volta di Donald Trump quando gli vendette una partecipazione di un quinto nei grandi magazzini Alexander. Nel 1988, Trump pagò a Barrack 410 milioni di dollari per la proprietà totale del Plaza Hotel. In seguito perse entrambe le proprietà finite in bancarotta.

#### L'acquisizione in Costa Smeralda
Nel 1990, Barrack fondò Colony Capital, con investimenti iniziali da parte di Bass e GE Capital, e successivamente di Eli Broad, Merrill Lynch e Koo Chen-fu. Ha realizzato il 50% dei profitti nei suoi primi due anni concentrandosi su proprietà in difficoltà, tra cui la Resolution Trust Corporation federale. Ha investito circa 200 milioni di dollari in immobili in Medio Oriente, 534 milioni di dollari in crediti immobiliari tedeschi non performanti e ha fatto un prestito di 24 milioni di dollari alla fotografa Annie Leibovitz. Possiede anche il Neverland Ranch, che un tempo era la casa di Michael Jackson. Attraverso Colony Capital, gestisce un portafoglio di asset da 25 miliardi di dollari, dalla catena alberghiera Fairmont Raffles Hotels International in Asia agli ex alberghi dell'Aga Khan in Costa Smeralda, Sardegna, (acquistata per 290 milioni di euro, comprende quattro hotel a 5 stelle, la marina di Porto Cervo, un golf club e 2.400 ettari di terreni), sino al Resorts International Holdings, One&Only Resorts, Atlantis, ecc.
Barrack ha anche negoziato i diritti di trivellazione con Mana Al Otaiba.  Nel 2009, Barrack ha trattato con suo figlio, l'ambasciatore Yousef Al Otaiba, la vendita di una partecipazione di 41 milioni di dollari nell'hotel Raffles L'Ermitage all'Abu Dhabi Investment Authority.
Nel 2010, diventato miliardario, Barrack ha acquistato 70 milioni di dollari del debito di Jared Kushner sulla 666 Fifth Avenue. Kushner in seguito evitò il fallimento quando Barrack accettò di ridurre i suoi obblighi dopo una richiesta di Trump.

#### La cessione del Paris Saint-Germain F.C.
Nel 2012, Barrack ha venduto il Paris Saint-Germain F.C. alla Qatar Investment Authority.  Ha anche dovuto pagare 22 milioni di euro per saldare gli oneri fiscali relativi alla vendita nel 2012 del suo resort in Costa Smeralda all'emiro del Qatar, il suo socio Jassim bin Jabr al-Thani, per 680 milioni di euro. Le quote passarono da Colon Capital al fondo del Qatar attraverso il Lussemburgo, eludendo in questo modo il fisco italiano. Sulla vicenda è in corso un procedimento giudiziario.
Nel 2010, Barrack ha collaborato con l'autorità di investimento del Qatar per acquistare la società di produzione cinematografica Weinstein Miramax per 660 milioni di dollari. Nel 2016, ha venduto Miramax al Qatar Media Group. Nell'ottobre 2017, Colony Capital ha accettato di investire in The Weinstein Company per tenerlo a galla alla luce delle accuse di cattiva condotta sessuale di Harvey Weinstein. Il New York Times ha riportato che l'acquisizione non è stata effettuata.

## Vita privata
Si è sposato tre volte, l'ultimo divorzio è del 2016. In complesso ha sei figli. Risiede a Los Angeles.
Possiede anche un ranch di montagna vicino a Santa Barbara e vigneti nell'Happy Canyon di Santa Barbara. Ha anche una casa ad Aspen, Colorado.